# Viaduc du Haspelbaechel
Le viaduc du Haspelbæchel est un pont ferroviaire français qui franchit le Haspelbæchel entre Danne-et-Quatre-Vents et Eckartswiller, respectivement en Moselle et dans le Bas-Rhin. Long de 270 mètres, ce pont à poutres, mis en service en 2016, porte la LGV Est européenne.